# آرثر إي. بيشر
آرثر إي. بيشر (بالإنجليزية: Arthur E. Becher)‏ هو فنان أمريكي، ولد في 29 يوليو 1877 في فرايبورغ في ألمانيا، وتوفي في 4 نوفمبر 1960 في بكبسي في الولايات المتحدة.

## معرض صور

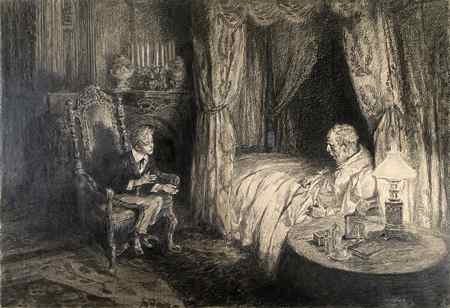
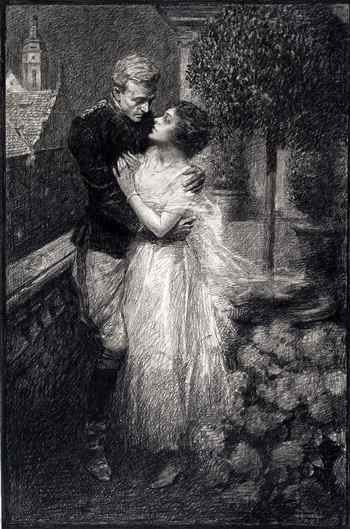
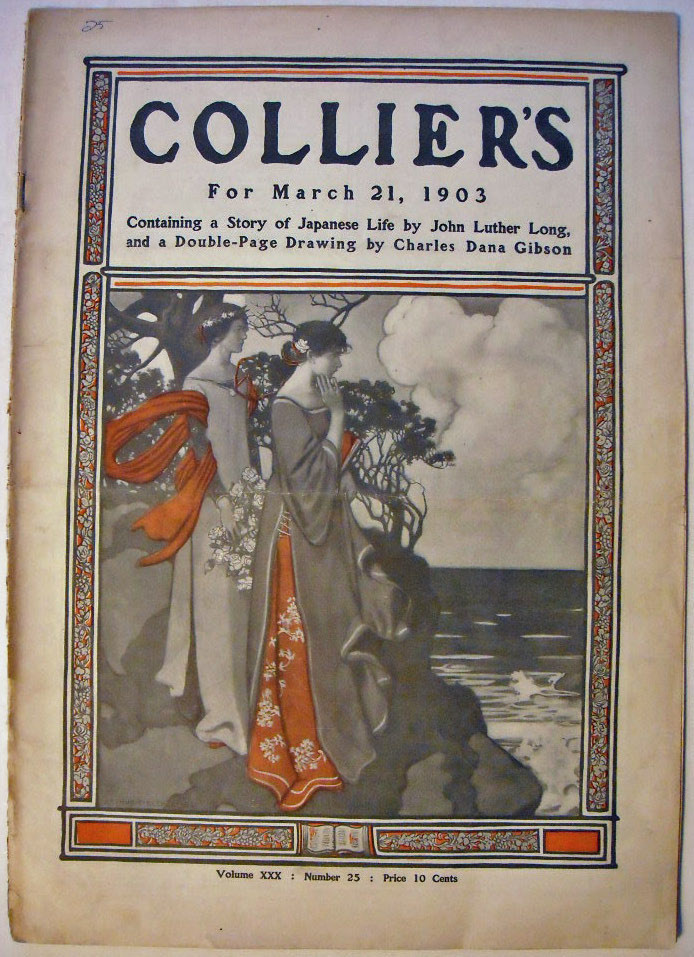
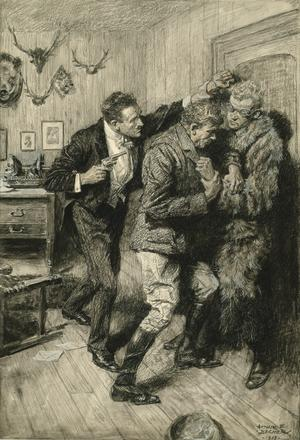